# Megalommum annulatum
Megalommum annulatum är en stekelart som beskrevs av Turner 1918. Megalommum annulatum ingår i släktet Megalommum och familjen bracksteklar. Inga underarter finns listade i Catalogue of Life.